# Italia Popular
Italia Popular (Italia Popolare) (IP), cuyo nombre completo es Italia Popular-Movimiento por Europa (Italia Popolare-Movimento per l'Europa) (IP-MPE) era un pequeño partido político italiano democristiano, corriente interna del dentro Partido Democrático primero, y más tarde partido político.
Sus miembros principales fueron Lino Duilio, Gerardo Bianco y Alberto Monticone, los tres diputados elegidos por Democracia es Libertad-La Margarita. Eran el grupo más escéptico de ese partido sobre la fusión con Demócratas de Izquierdas para formar el Partido Democrático y son en la actualidad lo siguen siendo. A pesar de ser miembros del Partido Popular Italiano cuando este partido decidió unirse a El Olivo (Bianco era entonces secretario del partido), estaban muy orgullosos de su identidad democristiana y nunca dejaron el Partido Popular Europeo.
Antes de las elecciones generales de 2008, el grupo se unió a la Rosa Blanca de Bruno Tabacci. Gerardo Bianco y Alberto Monticone fueron nombrados vicepresidentes del nuevo partido, presidente Savino Pezzotta y secretario Mario Baccini. Sólo Lino Duilio permaneció como miembro del Partido Demócrata. Poco después Italia Popular dejó la Rosa Blanca por desacuerdos sobre la composición de las listas electorales de la Unión del Centro (la nueva alianza entre la Unión de los Demócratas Cristianos y de Centro y la Rosa Blanca) y decidió apoyar de nuevo al Partido Demócrata.
- Datos: Q1771204